# Osów (Szczecin)
Osów (do 1945 niem. Wussow, po 1945 Wąsów) – część miasta i osiedle administracyjne Szczecina, będące jednostką pomocniczą miasta, położone w dzielnicy Zachód.
Według danych z Urzędu Miasta w osiedlu na pobyt stały zameldowanych jest 3886 osób.

## Położenie
Graniczy z:
- powiatem polickim od północy
- osiedlem Warszewo od wschodu
- osiedlem Arkońskie-Niemierzyn i osiedlem Zawadzkiego-Klonowica od południa
- osiedlem Głębokie-Pilchowo od zachodu

Powstało na miejscu wsi leżącej na stokach Wzgórz Warszewskich na wysokości około 75-85 m n.p.m. Obecnie zabudowana około 500 domkami jednorodzinnymi, które powstały w latach 1980–1995 oraz budowane są współcześnie. Od północy, zachodu i południa Osów jest otoczony lasem (Puszcza Wkrzańska).

## Zabudowa
Historyczne centrum stanowi skrzyżowanie obecnych ulic Miodowej i Chorzowskiej. Osów został włączony do terenów miejskich w 1277 przez księcia Pomorza Zachodniego Barnima I. Na skrzyżowaniu odrestaurowany rynek wiejski przez który przechodzą piesze szlaki turystyczne  (Szlak „Ścieżkami Dzików”) i , neogotycki kościół parafialny pw. Matki Boskiej Bolesnej i zabytkowa, wolno stojąca, drewniana dzwonnica. W centrum osiedla znajduje się odnowiony poniemiecki cmentarz z kilkoma płytami nagrobnymi.
Atrakcjami jest ośrodek jeździecki, ośrodek sportów zimowych „Gubałówka” oraz trasy wycieczkowe po Parku Leśnym Arkońskim (część Puszczy Wkrzańskiej) – m.in. Wieża Quistorpa i Dolina Siedmiu Młynów.

## Samorząd mieszkańców
Samorząd osiedla Osów został ustanowiony w 1990 roku. Rada Osiedla Osów liczy zwykle 15 członków. 
W wyborach do rady osiedla 13 kwietnia 2003 udział wzięło 124 głosujących, co stanowiło frekwencję 8,30%.
W wyborach do Rady Osiedla Osów 20 maja 2007 roku nie odbyło się głosowanie na kandydatów z powodu ich zbyt małej liczby, mimo że przedłużono zgłaszanie o 3 dni. Na podstawie ordynacji wyborczej za wybranych członków rady osiedla miejska komisja wyborcza uznała 14 zarejestrowanych kandydatów. 

## Zdjęcia

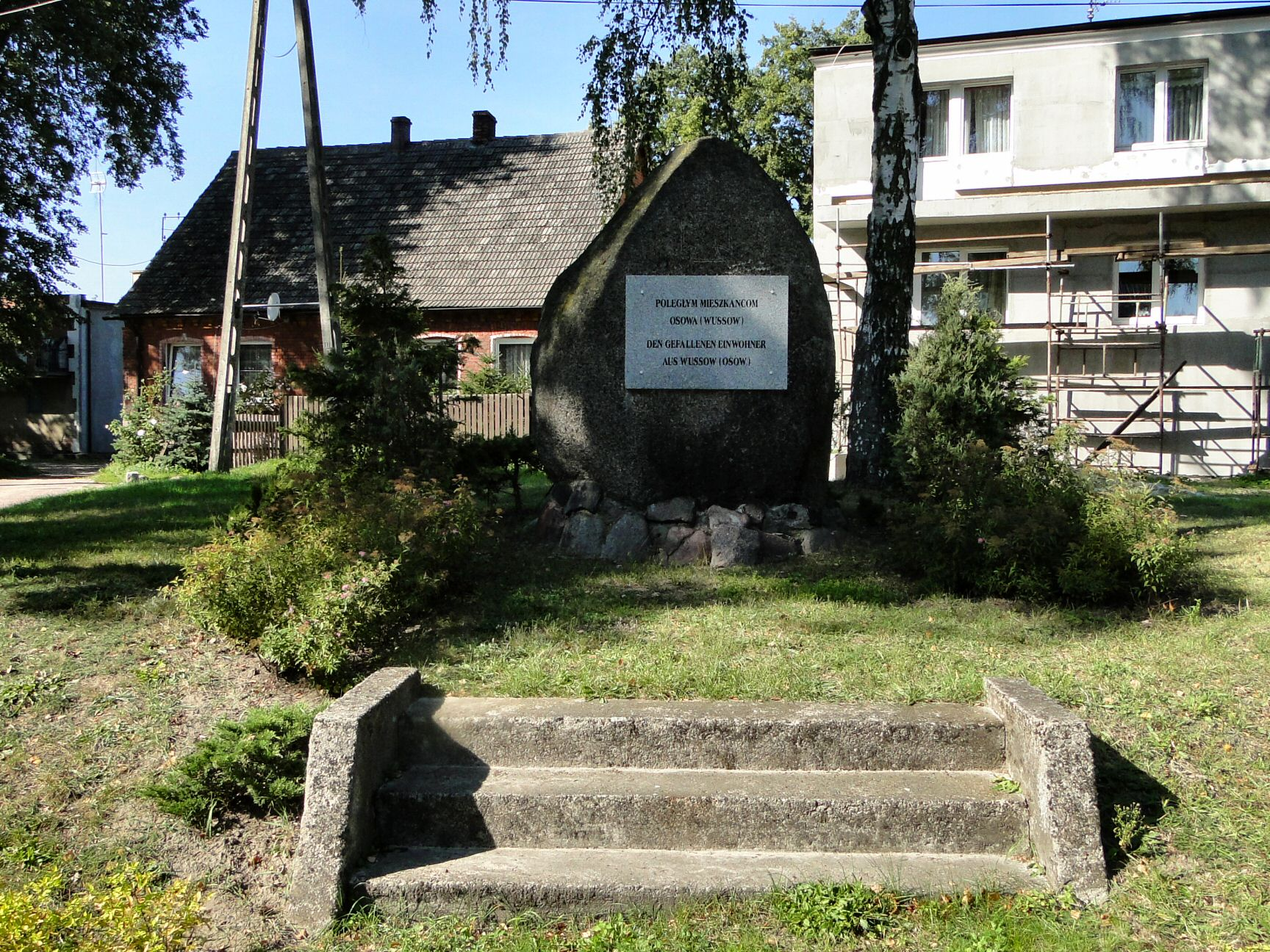
Głaz upamiętniający poległych podczas I wojny światowej mieszkańców Osowa (Wussow)
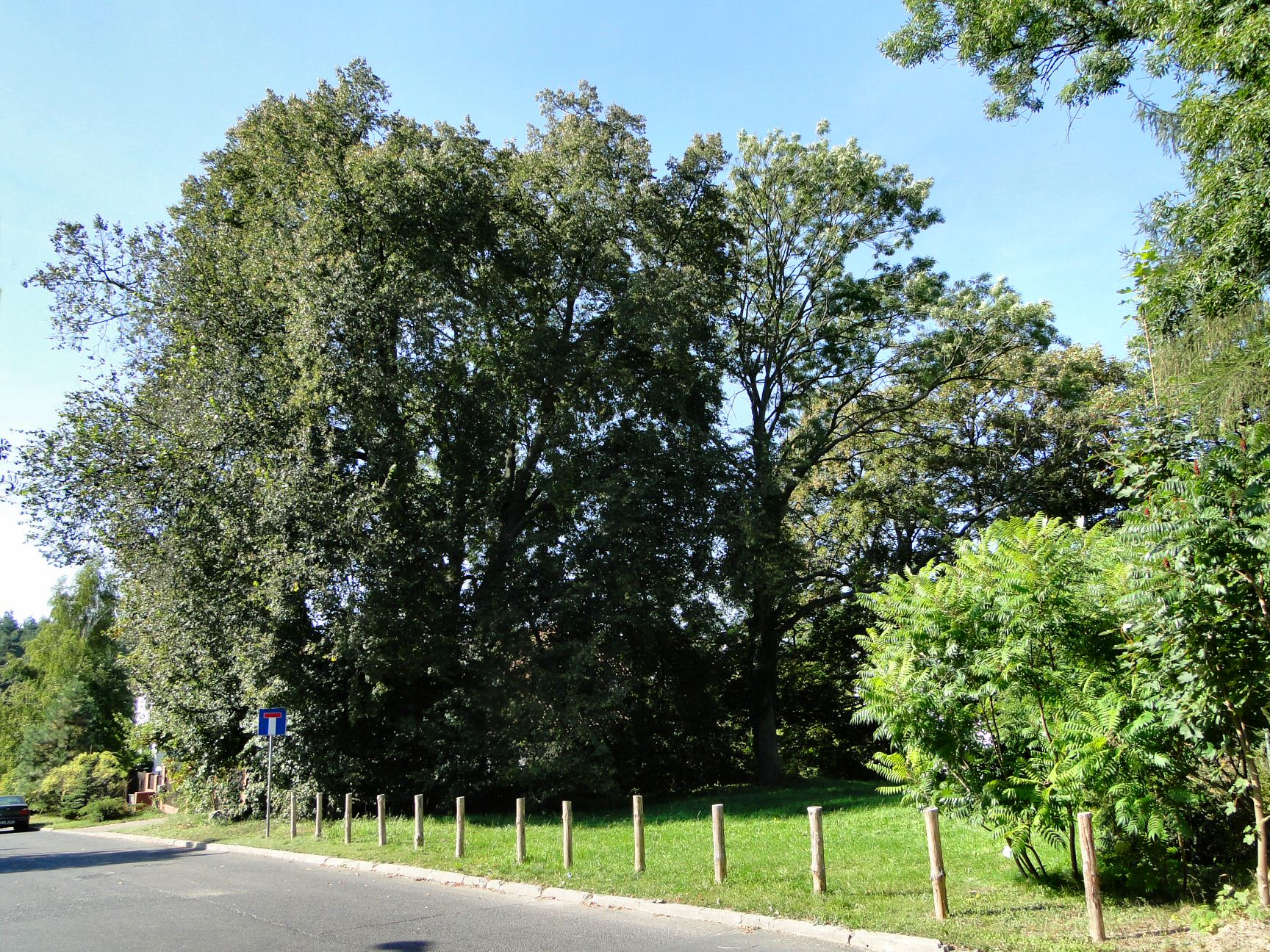
Teren dawnego cmentarza przy ul. Kwiatów Polskich
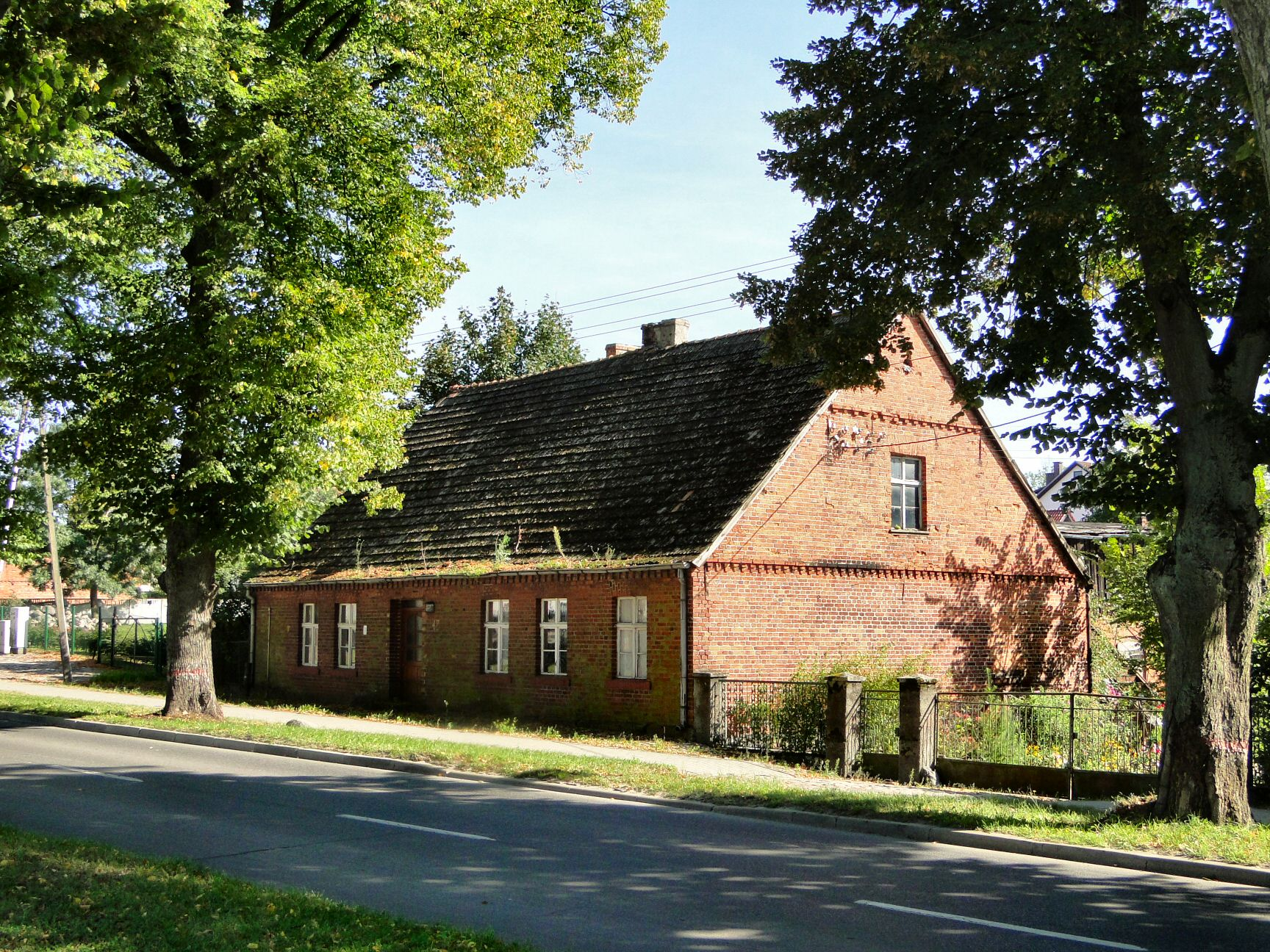
Chałupa z przełomu XIX/XX w. przy ul. Miodowej
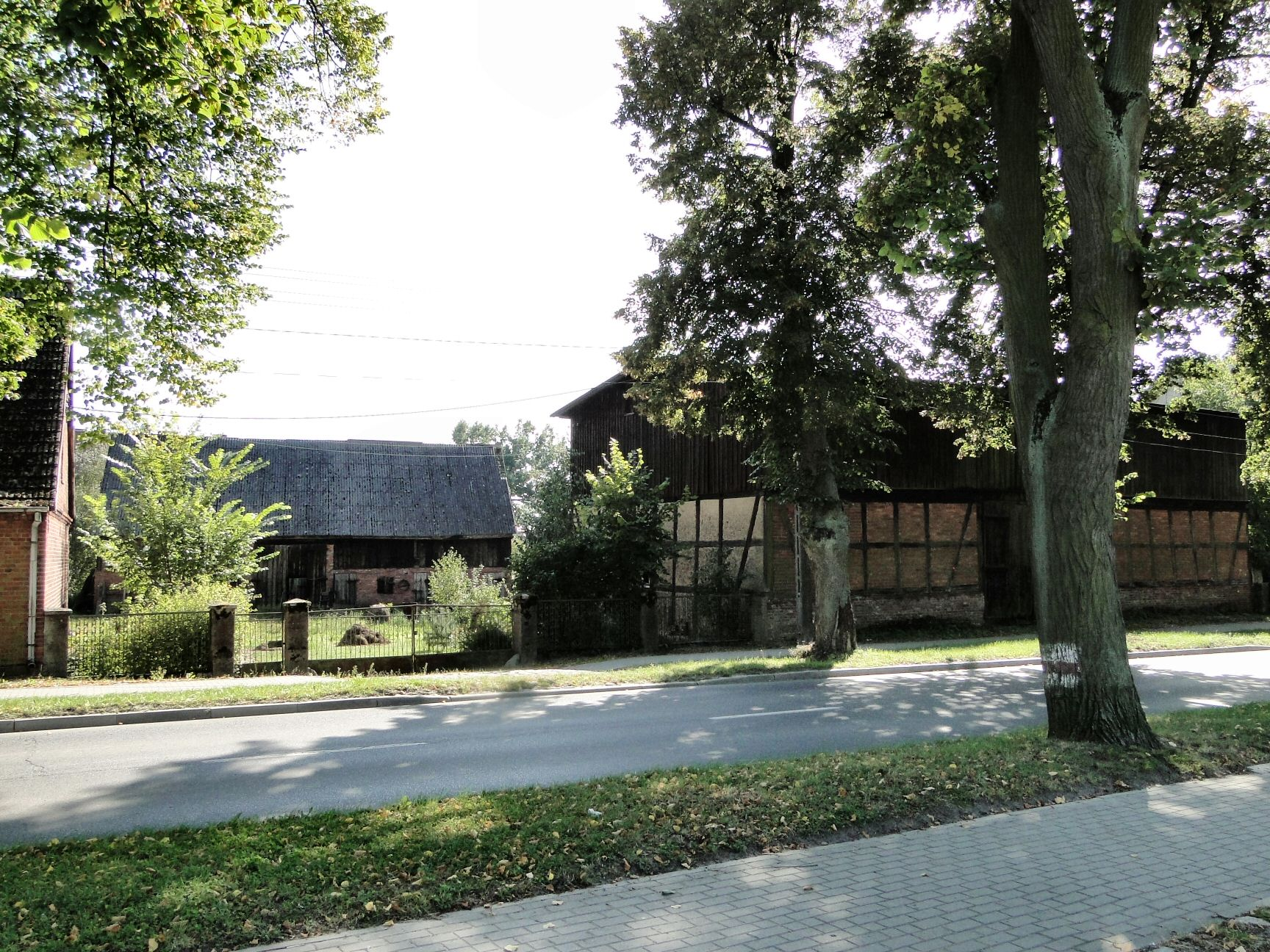
Stodoły z przełomu XIX/XX w. przy ul. Miodowej
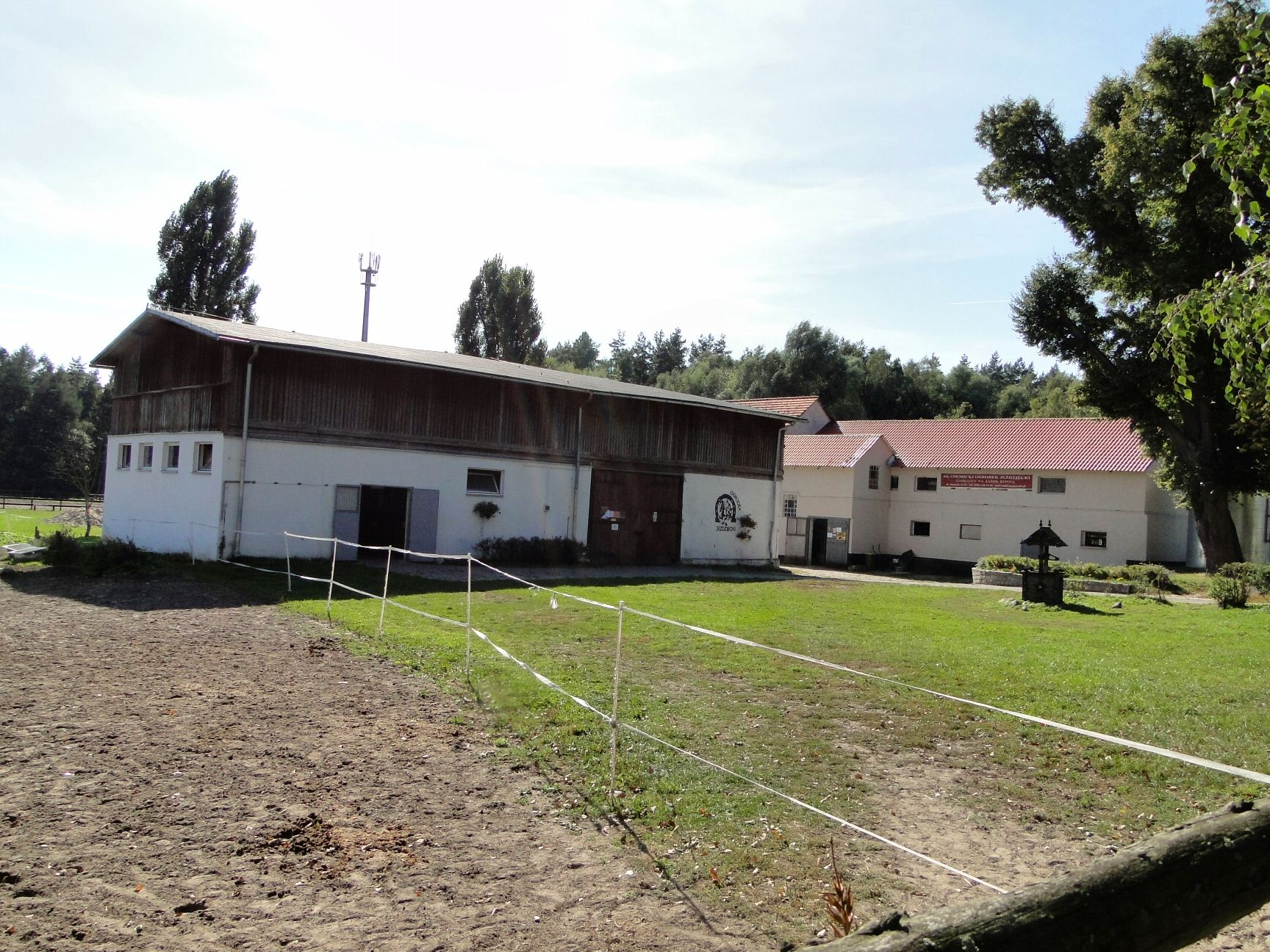
Ośrodek jeździecki przy ul. Junackiej
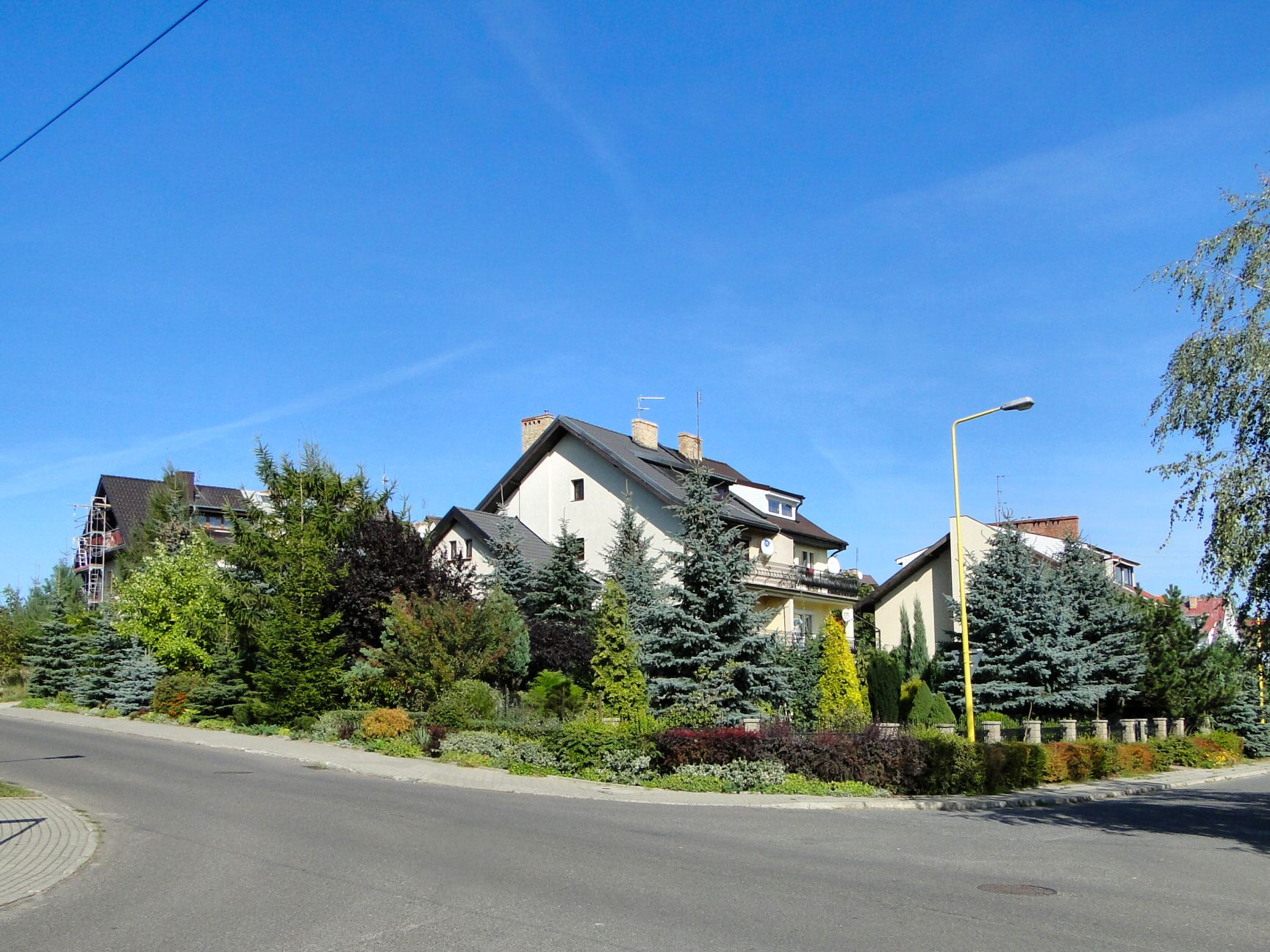
Współczesna zabudowa Osowa